# Виринея (фильм)
«Вирине́я» — советский художественный фильм, поставленный на киностудии «Ленфильм» в 1968 году режиссёром Владимиром Фетиным.

## Сюжет
События разворачиваются в годы Первой Мировой войны и становления Советской власти в Сибири. В центре фильма судьба деревенской женщины Виринеи, которая была в числе первых, кто помогал обустраивать новую жизнь.
Повесть Лидии Сейфуллиной «Виринея» — классическое произведение советской литературы. Писательница показала становление сложного женского характера в суровые годы конца первой мировой войны, начала революции.
Виринея — презираемое существо в глухой деревне Небесновке. Умница, красавица, отчаянная голова — такой её играет Людмила Чурсина, — она сама из чувства противоречия умножает свою дурную славу. В острой социальной и бытовой драме рассказывается, как непутёвая Вирка нашла свой путь к личному счастью, участию в новой жизни, к подвигу.

## В ролях
- Людмила Чурсина — Виринея
- Анатолий Папанов — Савелий Магара, священник
- Вячеслав Невинный — Павел Иванович Суслов, беглый солдат-большевик
- Валентина Владимирова — Анисья Егоровна
- Надежда Федосова — Мокеиха, мать Васьки, повитуха
- Вячеслав Шалевич — Иван Павлович, инженер
- Евгений Леонов — Михайло
- Олег Борисов — Василий
- Аркадий Трусов — Антип
- Вячеслав Сирин — Франц
- Станислав Чекан — Жиганов
- Алексей Грибов — следователь
- Ирина Губанова — библиотекарь Антонина Николаевна
- Владимир Дорофеев — Артамон Петрович, селянин с петухом
- Михаил Ладыгин — селянин
- Любовь Малиновская — попадья
- Виталий Матвеев — селянин, раненый в руку
- Юрий Оськин — селянин
- Павел Первушин — казак
- Сергей Полежаев — казачий атаман
- Жанна Сухопольская — солдатка
- Любовь Тищенко — жена Михайлы

## Съёмочная группа
- Сценарий — Альбины Шульгиной
По мотивам произведений Лидии Сейфуллиной
- Постановка — Владимира Фетина
- Главный оператор — Евгений Шапиро
- Режиссёр — Лев Махтин
- Композитор — Василий Соловьёв-Седой

## Награды
- Государственной премии имени Братьев Васильевых (1970, удостоена актриса Людмила Чурсина за роли в фильмах «Виринея», «Журавушка», «Угрюм-река»).